# KillRoy Was Here
KillRoy Was Here je americký komediální filmový horor z roku 2022, který natočil režisér Kevin Smith. Scénář napsali Kevin Smith a Andrew McElfresh. Hlavní role ztvárnili Harley Quinn Smith, Zoe Burney, Chris Jericho, Betty Aberlin, Ralph Garman, Daisy McElfresh, Neela Howard, Surley Alvelo, Chayil Rattler, Brogan Hall, Joel Rodriguez, Johnny Rodriguez, Jason Mewes a Justin Kucsulian. Povídkový film, inspirovaný memem „Kilroy was here“, uvádí čtyři příběhy o mytickém zabijáku KillRoyovi (Kucsulian), jež vypráví středoškolačka (Smith) malé dívce (Burney), kterou jeden večer doma hlídá.
V roce 2014 oznámil Kevin Smith přípravu vánočního hororu Anti-Claus, inspirovaného epizodou z jeho podcastu Edumacation. Následně jej však zrušil kvůli Doughertyho filmu Krampus: Táhni k čertu (2015) s podobným tématem. Scénář zamýšleného snímku však přepracoval a využil ho pro komediální hororový film o mytickém zabijáku KillRoyovi. Inspiroval se povídkovým komediálním hororem Creepshow (1982) od George A. Romera. Natáčení filmu probíhalo na Floridě (v Sarasotě a okolí) od června 2017 do října 2018, rozpočet snímku činil necelý jeden milion dolarů.
Na počátku roku 2020, před pandemií covidu-19, bylo plánováno, že film bude do kin uveden na podzim 2020. V červenci 2020 Smith informoval, že film by měl být zveřejněn počátkem roku 2021. V dubnu 2021 informoval, že film bude vydán výhradně digitálně v podobě nezastupitelných tokenů (NFT). V počtu 5555 tokenů byl nakonec zveřejněn 12. července 2022. Jedná se o první celovečerní film, který byl vydán v podobě NFT.